# The Cup Bearers
The Cup Bearers è un album di Blue Mitchell, pubblicato dalla Riverside Records nell'aprile del 1963. I brani del disco furono registrati il 28 e 30 agosto 1962 al Plaza Sound Studios di New York City, New York (Stati Uniti).

## Tracce
Lato A
1. Turquoise – 4:59 (Cedar Walton)
2. Why Do I Love You – 5:25 (Jerome Kern, Oscar Hammerstein II)
3. Dingbat Blues – 5:37 (Charles Davis)
4. Capers – 5:59 (Tom McIntosh)

Lato B
1. Cup Bearers – 6:16 (Tom McIntosh)
2. How Deep Is the Ocean? – 6:40 (Irving Berlin)
3. Tiger Lily – 8:32 (Thad Jones)

## Musicisti
- Blue Mitchell - tromba
- Junior Cook - sassofono tenore
- Cedar Walton - pianoforte
- Gene Taylor - contrabbasso
- Roy Brooks - batteria